# Wolfenstein (serie)

L'emblema di Wolfenstein

Wolfenstein è una serie di videogiochi, originariamente sviluppati dalla Muse Software. Il terzo gioco della serie, Wolfenstein 3D, venne sviluppato dalla id Software (e pubblicato dalla Apogee Software) che introdusse la visuale dagli occhi del protagonista, ed è normalmente indicato come il titolo che rese popolare il genere degli sparatutto in prima persona. Nel 2001, la serie subì un reboot con Return to Castle Wolfenstein, seguito nel 2003 da Wolfenstein: Enemy Territory, entrambi sviluppati dalla Gray Matter Interactive. Nel 2009 la Raven Software ha sviluppato Wolfenstein. Dopo che la Bethesda Softworks acquisì id Software, affidò la serie a MachineGames che sviluppò Wolfenstein: The New Order nel 2014 e l'espansione standalone Wolfenstein: The Old Blood nel 2015. Un sequel diretto di The New Order dal titolo Wolfenstein II: The New Colossus è stato pubblicato il 27 ottobre 2017.
I giochi seguono le vicende del protagonista William "B.J." Blazkowicz e la sua lotta contro i nazisti. I primi episodi erano incentrati su eventi avvenuti durante la seconda guerra mondiale, col tema di fondo del tentativo dei nazisti di ottenere poteri occulti o soprannaturali. The New Order, The Old Blood, The New Colossus e Youngblood raccontano invece una storia alternativa ipotizzando la vittoria delle potenze dell'Asse nella seconda guerra mondiale.

## Storia
Castle Wolfenstein è il primo adventure game della serie pubblicato in 2D nel 1981 per Apple II, scritto da Silas Warner e pubblicato dalla sua compagnia (di allora) M.U.S.E. Inc. (Muse Software). Pioniere del genere stealth game, esso è un gioco realizzato sul tema della fuga di un soldato americano anonimo da una fortezza nazista dopo aver rubato dei documenti con informazioni sui piani di guerra segreti della Germania. I combattimenti sono presenti, ma le munizioni estremamente misurate, e spesso si presentava l'opzione non violenta come ad esempio puntare la pistola alla testa di una guardia e farle alzare le mani. Il sequel, Beyond Castle Wolfenstein, venne pubblicato nel 1984.
Wolfenstein 3D, pubblicato nel 1992, è invece la rielaborazione dello scenario di Castle Wolfenstein in un gioco in prima persona con combattimento diretto. Da questa versione vennero rimosse le opzioni non violente a favore di maggiore azione. Silas Warner, il disegnatore dei giochi originali per Apple II, non venne coinvolto nello sviluppo di questo titolo. Wolfenstein 3D è risultato però fondamentale per la diffusione del genere di videogiochi sparatutto in prima persona, contribuendo a formare i primi standard del genere.

## I giochi della serie

### Castle Wolfenstein(1981)
Ambientato nella Germania nazista della seconda guerra mondiale, il protagonista è un soldato americano dal nome sconosciuto, che cerca di fuggire dalla prigionia dove era stato segregato dopo essere stato catturato, mentre cercava di sottrarre dei piani ai tedeschi per gli Alleati. Le missioni sono incentrate sul metodo stealth e sul disarmo dell'avversario, pur essendo presenti combattimenti occasionali.
Creato da Silas Warner, che lasciò disposizioni per la produzione del materiale, ispirò numerosi sequel con la medesima ideologia di base. Il gioco venne sviluppato e pubblicato dalla Muse Software, e pubblicato nel 1981 su diverse piattaforme.

### Beyond Castle Wolfenstein(1984)
Sequel di Castle Wolfenstein, è ambientato nella seconda guerra mondiale, durante il periodo di Adolf Hitler come cancelliere della Germania. L'obiettivo del gioco è quello di attraversare tutti i livelli del bunker segreto dove il führer tiene i suoi incontri segreti col suo staff. Il giocatore deve recuperare una bomba che si trova nell'edificio e piazzarla appena fuori dalla porta della stanza dove Hitler è solito tenere le sue riunioni, uno scenario che ricorda chiaramente l'attentato del 20 luglio 1944.
Come il suo predecessore, anche questo gioco è una combinazione di avventura e stealth, sviluppato e pubblicato dalla Muse Software nel 1984. Dopo la morte dell'originale designer del programma, la vedova di Silas Warner ha rilasciato una versione del gioco ricostruita in suo onore nel 2004.

### Wolfenstein 3D(1992)
Dopo che i nazisti sono venuti a conoscenza del fatto che la spia americana William "B.J." Blazkowicz è stata inviata per sabotare gli schemi del regime, riescono a catturarlo e ad imprigionarlo nei sotterranei del castello di Wolfenstein. Dopo aver disarmato una guardia della prigione, BJ cerca di armarsi con una pistola e quindi di avanzare nel territorio nemico, portando nel contempo a compimento la sua missione.
Il gioco, pubblicato nel 1992, è noto per aver reso popolare il genere di giochi sparatutto in prima persona ed è stato sviluppato dalla id Software e pubblicato dalla Apogee Software.

### Spear of Destiny(1992)
Situato storicamente prima degli eventi di Wolfenstein 3D, il giocatore assume nuovamente i panni di William "B.J." Blazkowicz, inviato a reclamare la Lancia del Destino che i nazisti hanno rubato da Versailles. La lancia, come narrato dalle leggende, ha effetti prodigiosi su chi la possiede.
Come il suo predecessore, il gioco è stato sviluppato dalla id Software nel 1992, ma è stato pubblicato dalla FormGen Corporation.

### Return to Castle Wolfenstein(2001)
Due agenti dello spionaggio alleato, William "B.J." Blazkowicz e l'Agente Uno sono catturati dai nazisti ed imprigionati al castello di Wolfenstein nel corso di una loro missione per carpire i progetti personali di Heinrich Himmler e della sua Divisione Paranormale delle SS. L'Agente Uno è ucciso nel corso di un interrogatorio, mentre Blazkowicz riesce a fuggire, combattendo nella sua lotta per uscire dal castello. Blazkowicz scopre intanto che i nazisti stanno attuando un piano chiamato 'Operation Resurrection', che prevede la risurrezione dei morti tramite elementi soprannaturali che potrebbero loro dare poteri straordinari contro gli Alleati nel corso della seconda guerra mondiale.
Reboot e remake della serie del 1992, il gioco è stato sviluppato dalla Gray Matter Interactive e pubblicato da Activision nel 2001 per Microsoft Windows, giungendo su altre console due anni più tardi.

### Wolfenstein: Enemy Territory(2003)
Originariamente pensato come espansione di Return to Castle Wolfenstein, il gioco in realtà si presenta come una espansione del gioco multiplayer precedente. Sviluppato da Splash Damage e pubblicato da Activision, nel 2007 è stato seguito da un follow-up commerciale chiamato Enemy Territory: Quake Wars del medesimo gruppo.

### Wolfenstein RPG(2008)
In un'altra missione per investigare l'attività della Divisione Paranormale delle forze militari dell'Asse, William "B.J." Blazkowicz viene catturato e tenuto prigioniero ne La Torre. Ancora una volta, egli riesce ad evadere, sconfiggendo il male per salvare il mondo.
Il gioco presenta numerosi elementi combinati tra loro dei titoli precedenti, traendo in particolare molte affinità da Wolfenstein 3D, pur avendo elementi presi da altre saghe come ad esempio Commander Keen che gioca una parte fondamentale nel progetto, senza menzionare una serie di elementi tratti dalla serie di Doom, come il boss finale da battere. Comparato ai giochi precedenti, Wolfenstein RPG impiega toni più luminosi nell'atmosfera del gioco e non fa mai riferimenti diretti ai nazisti, né alla svastica, rimpiazzandola invece con altri simboli. Il gioco è stato sviluppato dalla Fountainhead Entertainment e pubblicato dalla EA Mobile nel 2008, con John Carmack, una delle persone chiave nello sviluppo della prima serie in sparatutto in prima persona, nel ruolo di solo programmatore.

### Wolfenstein(2009)
Un agente del fittizio 'Office of Secret Actions', William "B.J." Blazkowicz, scopre un medaglione soprannaturale che concede a chi lo possiede poteri straordinari nel corso di una missione su una nave da guerra tedesca. Avendo saputo che i nazisti hanno iniziato a scavare nelle miniere di cristallo per cercare di trovare altri medaglioni simili, la OSA subito ha inviato alcuni suoi agenti nella cittadina inventata di Isenstadt di cui i nazisti hanno il pieno controllo per ottenere i rari cristalli di Nachtsonne per avere accesso alla dimensione del "Sole Nero". Col progredire della missione di BJ le cose al villaggio iniziano a divenire sempre più strane.
Il gioco è stato co-sviluppato da Raven Software e da Endrant Studios, pubblicato da id Software, distribuito da Activision Blizzard nel 2009 su tre piattaforme diverse.

### Wolfenstein: The New Order(2014)
Questo è il primo gioco della nuova serie ambientata in una cronologia completamente nuova, un universo alternativo che immagina l'anno 1946, l'agente dell'OSA, William "B.J." Blazkowicz è inviato ad assassinare la nota mente criminale dell'organizzazione nazista, il generale Deathshead, faccia familiare al giocatore in quanto già incontrata nei capitoli precedenti della saga. La missione si rivela un fallimento e, dopo che la squadra inviata viene uccisa dalle forze naziste, Blazkowicz riesce a fuggire pur con ferite pesanti. Il fallimento di quella operazione porterà ai nazisti la vittoria finale (detto usato all epoca dai  tedeschi per intendere la vincita della guerra) nel 1948.
Nel 1960, quattordici anni dopo, BJ si trova ricoverato in un manicomio, ignaro degli eventi che nel frattempo hanno avuto luogo durante il suo coma, e sta per essere giustiziato dai nazisti che hanno ordinato di ripulire il manicomio. Risvegliatosi, Blazkowicz combatte per fuggire dalla struttura con l'infermiera ferita, Anya. Irritato per la vittoria della guerra da parte dei nazisti, BJ decide di operare nell'ombra per localizzare la Resistenza ed aiutarla a combattere i tedeschi, smantellando il loro regime.
Dopo che l'Activision ha ceduto i propri diritti di pubblicazione alla Bethesda Softworks, lo sviluppo del gioco ha avuto inizio nel 2010 ad opera della MachineGames, pubblicato su diverse piattaforme tra cui le console di ultima generazione.

### Wolfenstein: The Old Blood(2015)
Prequel di The New Order, è ambientato nella medesima cronologia, ancora una volta ha per protagonista William "B.J." Blazkowicz affiancato da Richard Wesley, noto col nome di Agente Uno, i quali sono inviati ad infiltrarsi nel castello di Wolfenstein per ottenere dei documenti segreti contenenti notizie sul generale Deathshead. La missione fallisce e i due sono scoperti dalle truppe naziste e catturati. Durante un brutale interrogatorio, l'Agente Uno è ucciso, mentre Blazkowicz tenta di evadere dalle forze naziste al castello.
Con l'aiuto di Kessler, capo del locale gruppo di resistenza, Blazkowicz scopre che i documenti sono in mano di Helga von Schabbs, una neurologa nazista che è appena giunta al villaggio di Wulfburg. Iniziano così a farsi strada una serie di ricerche che la von Schabbs sta conducendo nel campo del soprannaturale grazie alla complicità della divisione archeologica alla ricerca di antiche reliquie di re Ottone I.
Il gioco è un remake di Return to Castle Wolfenstein, con diversi riferimenti e rimandi continui nella storia e nei nomi al gioco precedente. Sviluppato da MachineGames e pubblicato da Bethesda Softworks, il gioco è un'espansione stand-alone di Wolfenstein: The New Order ed è stato pubblicato nel 2015.

### Wolfenstein II: The New Colossus(2017)
Durante l'E3 2017, Bethesda ha annunciato l'uscita di Wolfenstein II: The New Colossus, sequel di The New Order. È stato pubblicato il 27 ottobre 2017.
Ambientato cinque mesi dopo gli eventi di Wolfenstein: The New Order, BJ Blazkowicz si sveglia dal coma subito dopo essere sopravvissuto all'esplosione quasi fatale con Deatshead, e si trova su un sottomarino nazista di cui il Kreisau Circle ha preso il controllo. Dopo un attacco alla base orchestrato da Frau Engel, molti membri della resistenza vengono catturati ed il leader del gruppo, Caroline Becker, viene uccisa. Sfuggendo alle forze naziste col resto della squadra, Blazkowicz prende le redini della leadership della resistenza e procede col piano di Caroline di liberare l'America dai nazisti ed utilizzare il paese come base per liberare il resto del mondo dal mostruoso regime.
Reclutando nuovi membri della resistenza lungo il percorso, Blazkowicz ed il gruppo assassinano i capi del nazismo per dare l'idea al pubblico americano che esiste ancora una speranza per la libertà se tutti si solleveranno contro l'oppressore. Prima di dare inizio alla sommossa popolare, ad ogni modo, la resistenza deve attaccare il velivolo dove si trova Frau Engel, l’Ausmerzer.

### Wolfenstein: Youngblood(2019)
Youngblood è uno spin-off della serie regolare, ambientato 19 anni dopo gli eventi di Wolfenstein II: The New Colossus. Si svolge negli anni '80 del Novecento, e narra le vicende delle figlie gemelle di William Blazkovicz, Jessica e Sophia, le quali seguendo le orme del padre sono divenute membri della Resistenza Globale per ricercare il padre, disperso a Parigi, nella Francia di Vichy. 
È uscito ufficialmente nel 2019.

### Wolfenstein: Cyberpilot(2019)
Ambientato 20 anni dopo gli eventi di Wolfenstein II: The New Colossus, il protagonista viene presentato come un hacker di computer che lavora per la resistenza francese contro il regime nazista. Cronologicamente, l'avventura avviene quasi contemporaneamente allo svolgimento degli eventi di Wolfenstein: The Young Blood, dai quali comunque è slegata, servendo dunque come storia a latere rispetto alla storia principale.
A differenza dei suoi predecessori, ad ogni modo, il gioco è stato disegnato specificatamente per essere un'esperienza di realtà virtuale più che un gioco adattabile in vari format.

## Influenza culturale

### Altri videogiochi
- Commander Keen (1990) - William Joseph "Billy Blaze" Blazkowicz II (Commander Keen) è il nipote di William "B.J." Blazkowicz.
- Doom II: Hell on Earth (1994) - livello 31 (Wolfenstein) di Doom II è basato sul primo livello di Wolfenstein 3D, ed il livello 32 (Grosse) è basato su un livello misto di Wolfenstein con elementi di Doom.
- Super 3D Noah's Ark (1994) - Wolfenstein 3D con grafiche e suoni modificati.
- Rise of the Triad (1995) - venne originariamente pensato come sequel di Wolfenstein 3D col nome di Rise of the Triad: Wolfenstein 3D II.
- Wolfenstein 1-D (2011) - Un demake di Wolfenstein 3D

### Film
Nel 2012 nel corso dell'American Film Market (AFM), il produttore Samuel Hadida e Panorama Media hanno annunciato di aver chiesto a Roger Avary di scrivere e dirigere un film dal titolo Castle Wolfenstein.